# Пиратин
Пиратин (укр. Пиратин) — село в Радеховской городской общине Шептицкого района Львовской области Украины.
Население по переписи 2001 года составляло 730 человек. Занимает площадь 1,85 км². Почтовый индекс — 80222. Телефонный код — 3255.